# Gimme Shelter
|  | Denne artikel er om en sang af Rolling Stones. Dokumentarfilm af samme navn beskrives under Gimme Shelter (film) |

"Gimme Shelter" er en sang fra rock ’n’ roll bandet The Rolling Stones. Det optrådte først som første nummer på bandets 1969 album Let It Bleed. Selvom det første ord i starten blev stavet som "Gimmie" på dette album blev det dog ændret så de efterfølgende indspilninger af bandet, og andre musikanter, staves "Gimme" i stedet for.

## Inspiration og indspilning
Skrevet af Mick Jagger og Keith Richards blev ”Gimme Shelter” skabt som produkt af sammenarbejdet mellem sangeren og guitaristen. Richards havde arbejde på sangens start i London, mens Jagger havde arbejdet på filmen  Performance. Sangen begynder med en intro fra rytme guitaristen Richards, efterfulgt af Jaggers sang. Om indspilningen af dette album sagde Jagger i et 1995 interview med Rolling Stone:” Altså det var en meget hård, meget voldelig periode. Vietnamkrigen. Volden på lærredet, røverier og afbrændinger… ” Om selve sangen siger han:” det er en slags verdens ende sange, virkelig. Den er apokalyptisk, hele albummet er ligesådan .” 
Versene i sangen fortæller om at søge ly for en kommende storm, med billeder af ødelæggelse og social undergang, men den fortæller også om styrken fra kærligheden:
| Citat | Oh, a storm is threat'ning, My very life today; If I don't get some shelter, Oh yeah, I'm gonna fade away | Citat |
|       | |       |

| Citat | War, children, it's just a shot away, It's just a shot away; War, children, it's just a shot away, It's just a shot away | Citat |
|       | |       |

Den anden høj stemme bliver sunget af gæst sangerinden Merry Clayton. Om hendes medvirken sagde Jagger i 2003 bogen Ifølge The Rolling Stones:” Brugen af en pigestemme var producerens ide:” Jeg kan høre en pige på det her nummer – ring efter en eller anden .” Clayton giver en solo på en af sangens mest berømte steder hvor hun gentager:” Rape, murder; It's just a shot away, It's just a shot away," og til slut skriger verset. Hun og Jagger færdiggjorde sangen med linen: "Love, sister, it's just a kiss away." 
Optagelserne til sangen forgik på Londons Olympic Sound Studios i februar og marts 1969. Claytons del blev optaget i Los Angeles Sunset Sound & Elektra Studios i oktober og november det samme år. Nicky Hopkins spillede klaver på denne sang, mens The Stones producer Jimmy Miller spillede perkussion. Charlie Watts spillede trommer, og Bill Wyman bass. Jagger spillede mundharmonika på nummeret, og sang kor sammen med Richards og Clayton. Guitarist Brian Jones var fraværende til denne optagelse . 
Selvom den var populær blev ”Gimme Shelter” aldrig udgivet som single. Den blev hurtig en fast del af deres live shows, hvor den første gang blev spillet på deres 1969 American Tour. Sangen er kommet på mange opsamlingsalbums siden inklusiv: Hot Rocks og Forty Licks, og koncert versionerne findes på The Stones albums No Security og Live Licks.
”Gimme Shelter” blev nummer 38. på Rolling Stone liste over de 500 bedste sange fra 2004 .

### Fodnote
1. ↑  "Cover Story: Jagger Remembers : Rolling Stone". Arkiveret fra originalen 13. juni 2007. Hentet 7. oktober 2007.
2. ↑  Ifølge The Rolling Stones, 2003
3. ↑  Gimmie Shelter
4. ↑  "Gimme Shelter : Rolling Stone". Arkiveret fra originalen 7. oktober 2007. Hentet 7. oktober 2007.